# اودوکسوس کنیدوسی
اودوکسوس از مردمان کنیدوس بود این شهر یکی از کوچ‌نشین‌های یونانی در آسیای صغیر بود. او اخترشمار و ریاضی‌دان زبده و از شاگردان افلاطون بود که به سال ۴۰۸ پیش از میلاد زاده و در سال ۳۵۵ زندگی را وداع گفته‌است. در ۳۲ سالگی به آتن رفته، خدمت افلاطون را دریافت و سپس چند سال در مصر به تحصیل نجوم پرداخت و در آتن مدرسه‌ای گشود و در آخر عمر در شهر زادگاهش به سمت قانون‌گذار برگزیده شد. مقام و منزلت او چنان بوده که در روزگار باستان او را اودوکسوس خداگونه و در زمان ما برتر از ارسطو نامیده‌اند.
اودوکسوس کتاب‌هایی به نام آینه و نمودها در نجوم و ستاره‌شناسی پرداخته بود ولی شهرت و والایی مقام علمی او به سبب مطالعات و بررسی‌های او در زمینهٔ ریاضیات و هیأت است. فرضیهٔ او دربارهٔ دایره‌های هم مرکز که مطابق این فرضیه بر آن بود که حرکت خورشید و ماه و ستارگان را از راه هندسه توضیح دهد، اهمّیّت فراوان دارد. شهرت او در هندسه به سبب ابداع اصل کلی تناسب است که در مورد حجم‌های پیمودنی و حجم‌های ناپیمودنی اشتمال دارد. از تألیفات دیگر او جغرافیا و رسالهٔ دوران هشت سال نام دارد.
اودوکسوس از جمله دانشمندان یونان باستان است که از طریق نوشته‌های دموکریت که خود در بابل بوده و از آراء علمای ریاضی و نجوم شرق آگاهی داشته، با باورهای رایج در خاور زمین و آیین‌های مغان آشنا بوده‌است و چنان می‌نماید که آشنایی افلاطون و حکمای دورهٔ آکادمی با تعلیمات زرتشتی و دانش ستاره‌شناسی خاوری از طریق اودوکسوس بوده و چنانکه بیدز در کتاب خود افلاطون و اودوکسوس یادآوری کرده، گفتار افلاطون در کتابش دربارهٔ دوازده ماه سال و دوازده ایزدان تحت تأثیر باورهای ایرانی است که افلاطون از اودوکسوس فرا گرفته بود.